# Kły (album)
Kły – czwarty album studyjny zespołu AmetriA wydany 15 marca 2003 roku przez Jawi.

## Lista utworów
1. „Korzenie”
2. „Zbrodnia”
3. „Sam”
4. „Z twojej krwi”
5. „U.N.W.K.N.”
6. „Fear (2013)”
7. „Pierwszy raz”
8. „Front”
9. „Nieczyste sumienie”
10. „Czarny-biały”
11. „Outro”
12. „Ile Bólu (bonus track)”
13. „Gniew (bonus track)”

## Twórcy
- Jakub "Qbx" Łuczak – gitara, śpiew
- Piotr "Szczena" Szczęk – gitara basowa, śpiew
- Patryk "Cola" Gumkowski – gitara
- Rafał "Tobi" Tobjasz – perkusja

- Tomasz "Lipa" Lipnicki – śpiew - 1

- słowa: Piotr Szczęk, Jakub Łuczak; Arkadiusz Stępnień – 8, 13; Arkadiusz Stępień, Jakub Łuczak – 6
- muzyka: AmetriA; Arkadiusz Stępień i AmetriA – 6, 8, 12; Arkadiusz Stępień – 13; Łukasz Ciechański i AmetriA – 1, 3
- realizacja – mix – mastering: Andrzej Puczyński Izabelin Studio
- nagranie: Izabelin Studio

- projekt graficzny, ilustracja na okładkę: Patryk Gumkowski
- zdjęcia: Szymon Dołmatow Rafał Machelski